# Demonstrationen den 20 juni 1792

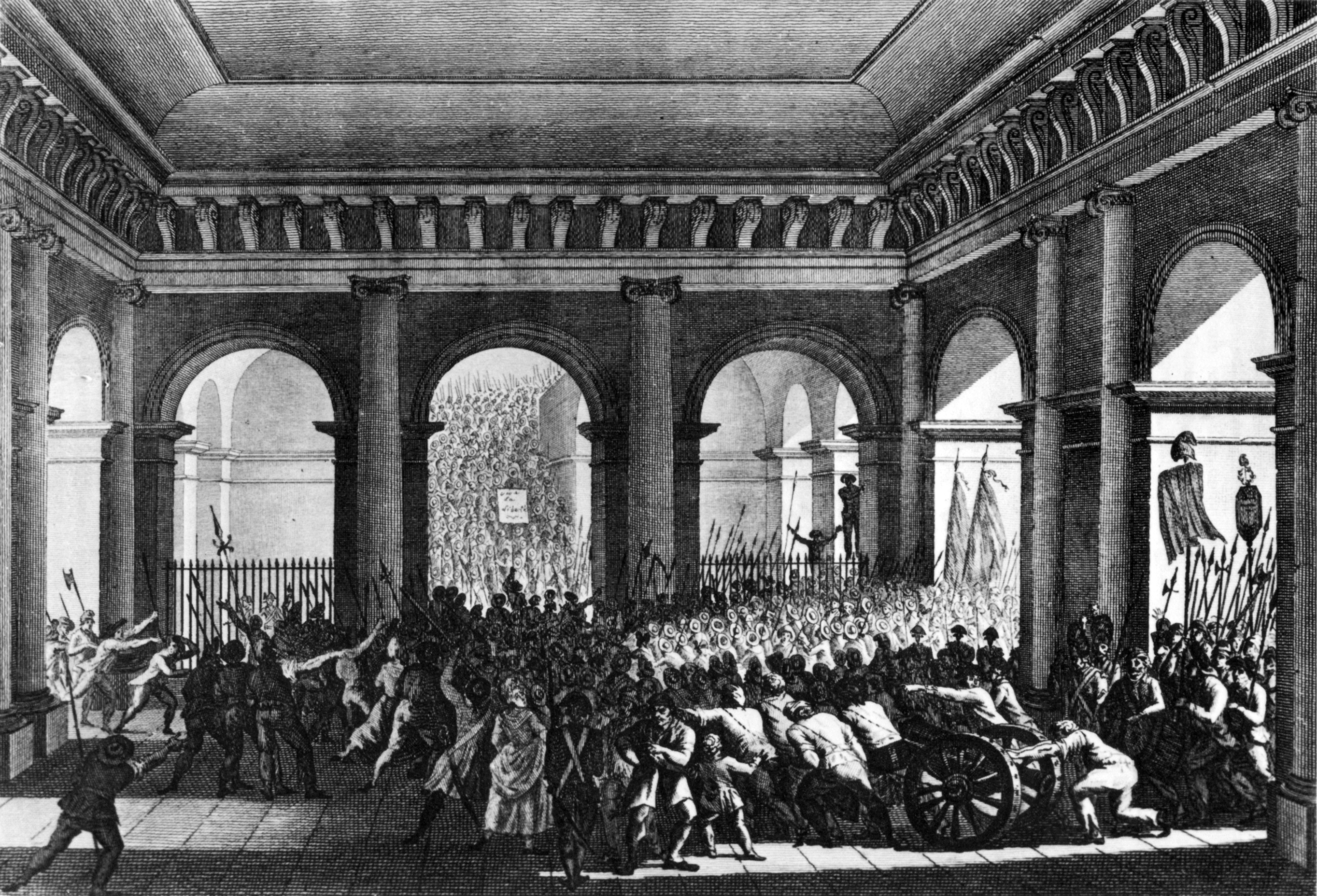
Bild Tuileriensturm1792

Demonstrationen den 20 juni 1792 ägde rum under franska revolutionen i Paris den 20 juni 1792.  Det räknas som det sista fredliga försöket av den franska allmänheten att övertala monarken Ludvig XVI att anpassa sig till den nya ordningen och följa och utföra den lagstiftande församlingens direktiv, försvara landet mot utländska ingripanden och försvara 1791 års konstitution. Konkret var önskan att kungen skulle avstå sin vetorätt och återkalla girondistregeringen.  Under demonstrationen bröt sig en stor folkmassa av både soldater och allmänhet in i Tuilerierna och konfronterade personligen kungen och hans familj. Demonstrationen betraktas som den sista fasen av det misslyckade försöket att etablera en konstitutionell monarki i Frankrike. Den följdes av Stormningen av Tuilerierna (10 augusti), som ledde till monarkins fall. 